# Salmo 86
Il salmo 86 (85 secondo la numerazione greca) costituisce l'ottantaseiesimo capitolo del Libro dei salmi.